# Garosu-gil

Vị trí Garosu-gil, Sinsa-dong

Garosu-gil là một khu vực ở Sinsa-dong, Gangnam-gu, Seoul, Hàn Quốc. Tên Garosu-gil là một từ tiếng Hàn có nghĩa là những con phố với nhiều cây xanh, vì xung quanh khu vực được trang trí bằng cây bạch quả. Khu vực còn được biết đến với nhiều khu trưng bày, nhà hàng, quán bar, cà phê, cũng như cửa hàng quần áo và nhiều nhà sách; không giống như Cheongdam-dong và Apgujeong-dong với nhiều cửa hàng cao cấp.
Cùng với 'Đường thời trang Cheongdam' ở Cheongdam-dong và đường Apgujeong Rodeo ở Apgujeong-dong, nó được nối với nhau bằng tuyến đường lớn Apgujeong-ro, chúng được xem là điểm đến cho các tín đồ thời trang và xu hướng.

## Đặc điểm
Vào những năm 1980 phòng triển lãm nghệ thuật bắt đầu chuyển đến khu vực này, như Gallery Yeh. Sau đó, nhiều cơ sở văn hóa được hình thành tại khu vực này, và đây là những nền tảng của Garosu-gil. Vào những năm 1990, nhiều nghệ sĩ trẻ bắt đầu tập trung ở khu vực này. Nhiều nhà thiết kế thời trang bắt đầu xây dựng thương hiệu của mình, nó được biết đến như là "Con đường nhà thiết kế." Nhiều cửa hàng nhỏ và nhà hàng cũng bắt đầu chuyển đến Garosugil. Ngày nay, nhiều người bắt đầu ghé thăm và nó được xem như "Con đường nhà thiết kế," nhiều thương hiệu thời trang quốc tế cũng có mặt tại đây. Dựa vào lịch sử này, Garosu-gil cho thấy sự khác biệt giữa cái cũ và mới.
Garosu-gil dài 670m, rộng 15m—nó ngắn hơn 1 km, nhưng vẫn được xem là khu vực chính của Gangnam. Địa chỉ chính thức của đường là Dosan-daero buk 5-gil. Gần khu vực này là Cheongdam-dong và Apgujeong-dong.
Nếu bạn đi dọc theo con đường đến trường trung học Hyundai năm gần giao lộ Jamwon bạn sẽ ngắm được toàn cảnh sông Hán.

## Địa điểm thu hút

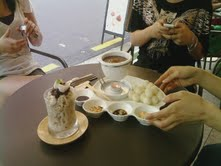
Súp đậu đỏ ngọt

Garosu-gil nổi bật ở nhiều cửa hàng Hàn Quốc, và một loại chuỗi cửa hàng, câu lạc bộ, và bar với các chương trình nhạc sóng. Khu vực này còn biết đến với nhiều cửa hiệu, phòng triển lãm, và các cửa hàng khác. Ngoài ra, Garosu-gil là con đường thời trang nổi tiếng. Có nhiều cửa hàng thời trang thu hút nhiều tín đồ thời trang đến đây.

## Vận chuyển
- Ga Sinsa (Tuyến 3)
- Ga Apgujeong (Tuyến 3)